# سی و سومین دوره جوایز تمشک طلایی
سی و سومین دوره جوایز تمشک طلایی ، یا Razzies ، یک مراسم اهدای جوایزی بود که به بررسی بدترین فیلم های صنعت فیلم در سال ۲۰۱۲ پرداخت. نامزدها در تاریخ ۸ ژانویه ۲۰۱۳ اعلام شدند.    بر خلاف سال قبل، برندگان در روز دروغ اول آوریل اعلام شدند، برندگان در روز 23 فوریه، یک روز قبل از مراسم اهدای جایزه اسکار اعلام شدند و به سنت جایزه تمشک طلایی بازگشتند. نامزدهای بدترین بازسازی / دنباله توسط عموم مردم از طریق راتن تومیتوز انتخاب شدند. 

## برندگان و نامزدها

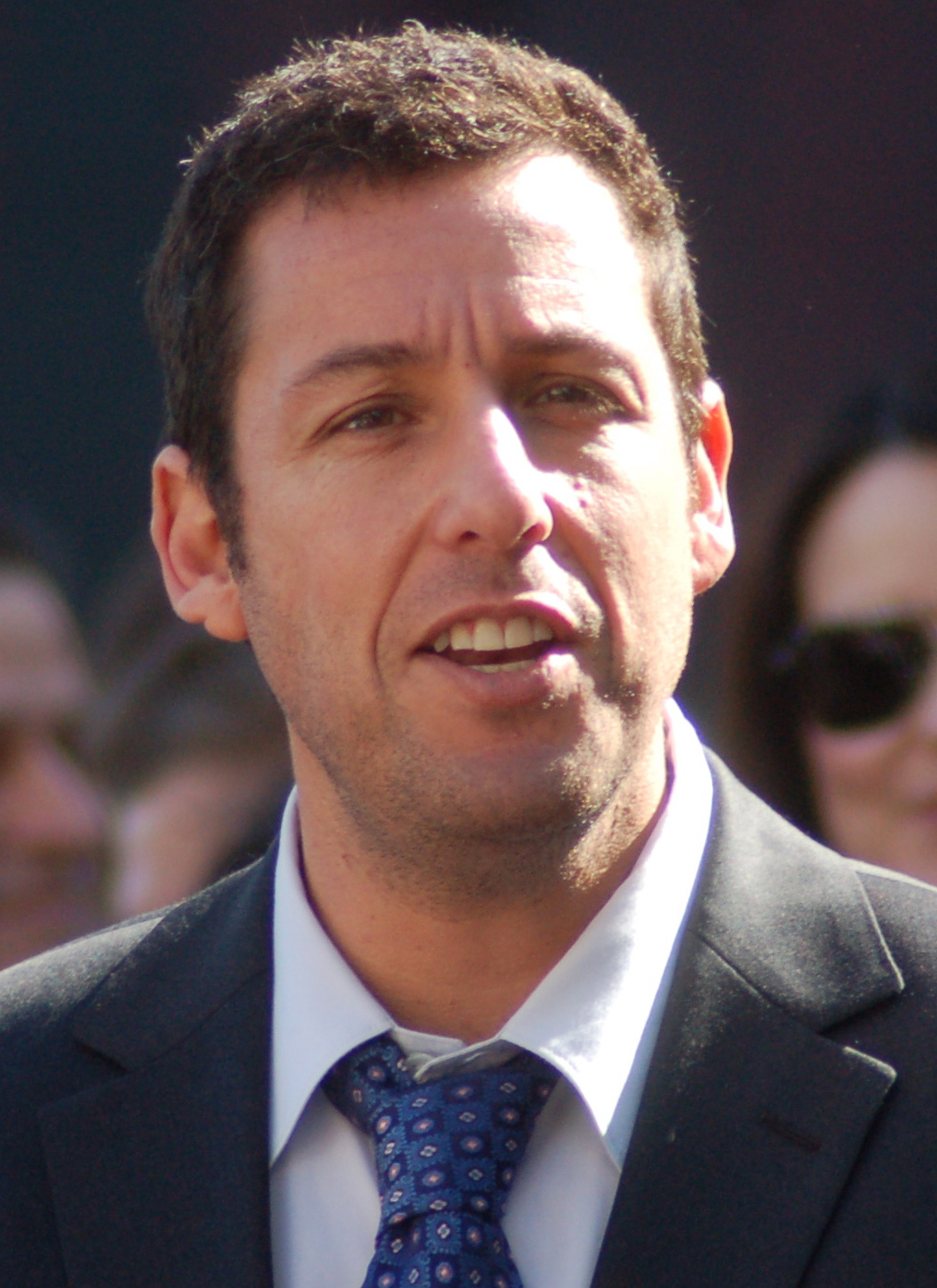
آدام سندلر ، برنده بدترین بازیگر مرد

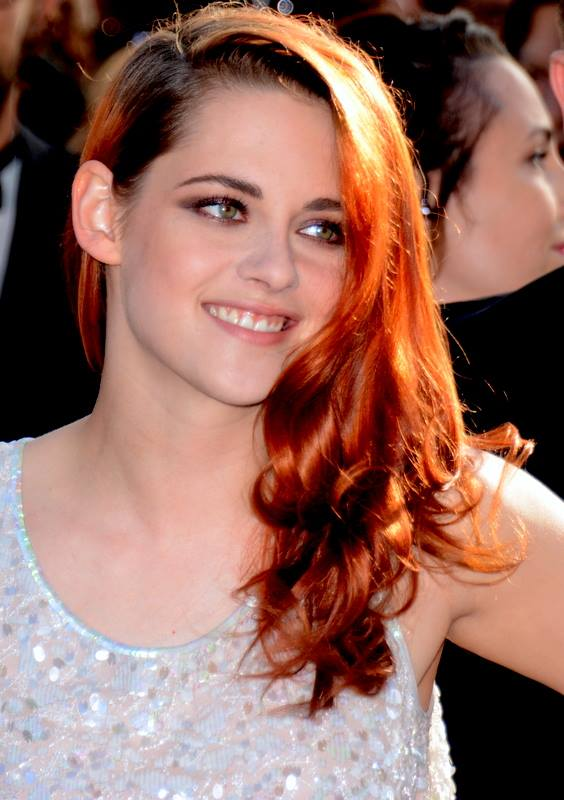
کریستن استوارت ، برنده بدترین بازیگر زن

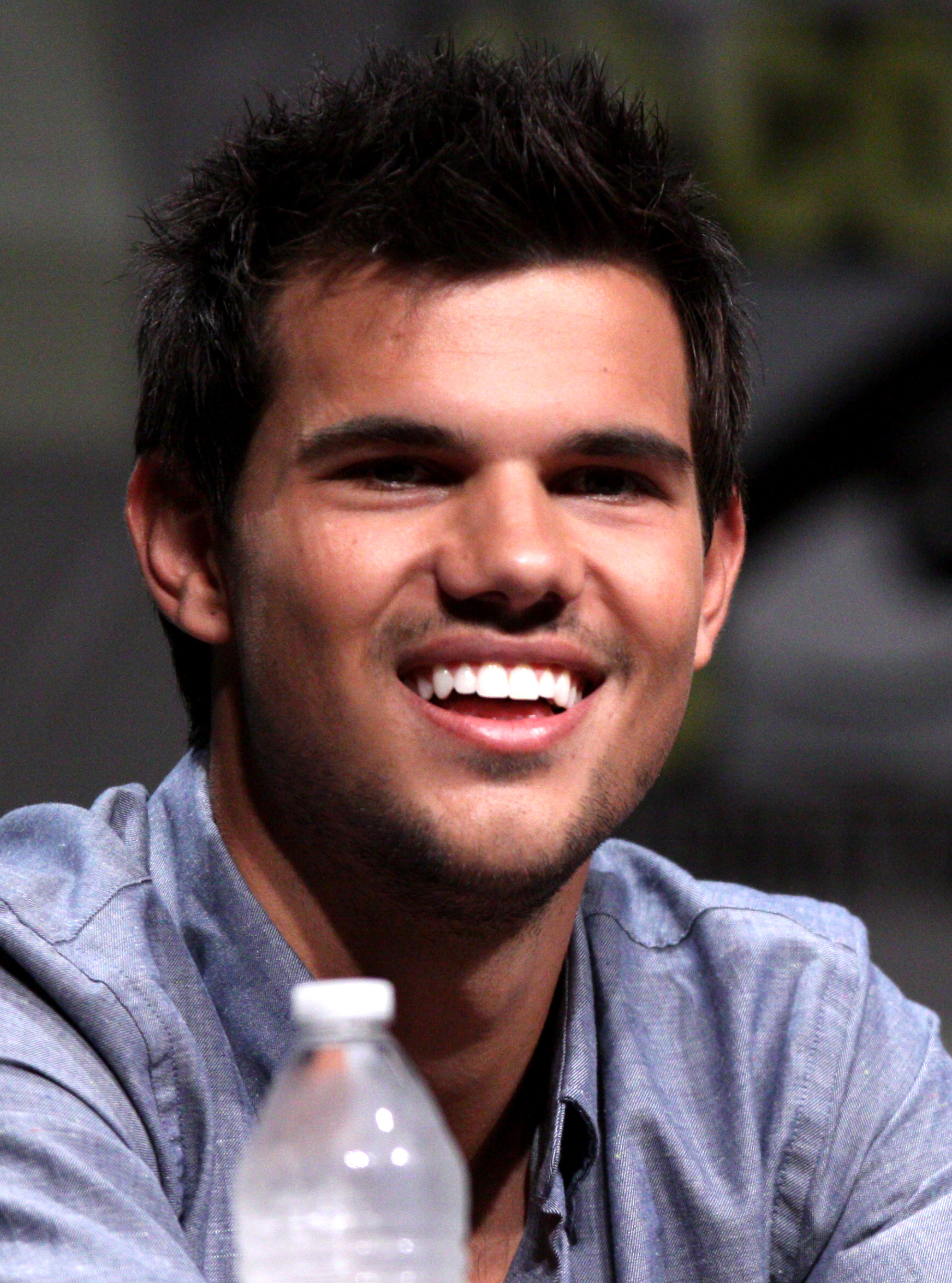
تیلور لوتنر ، برنده بدترین بازیگر مکمل مرد و بدترین زوج بازیگری یا گروه سینمایی

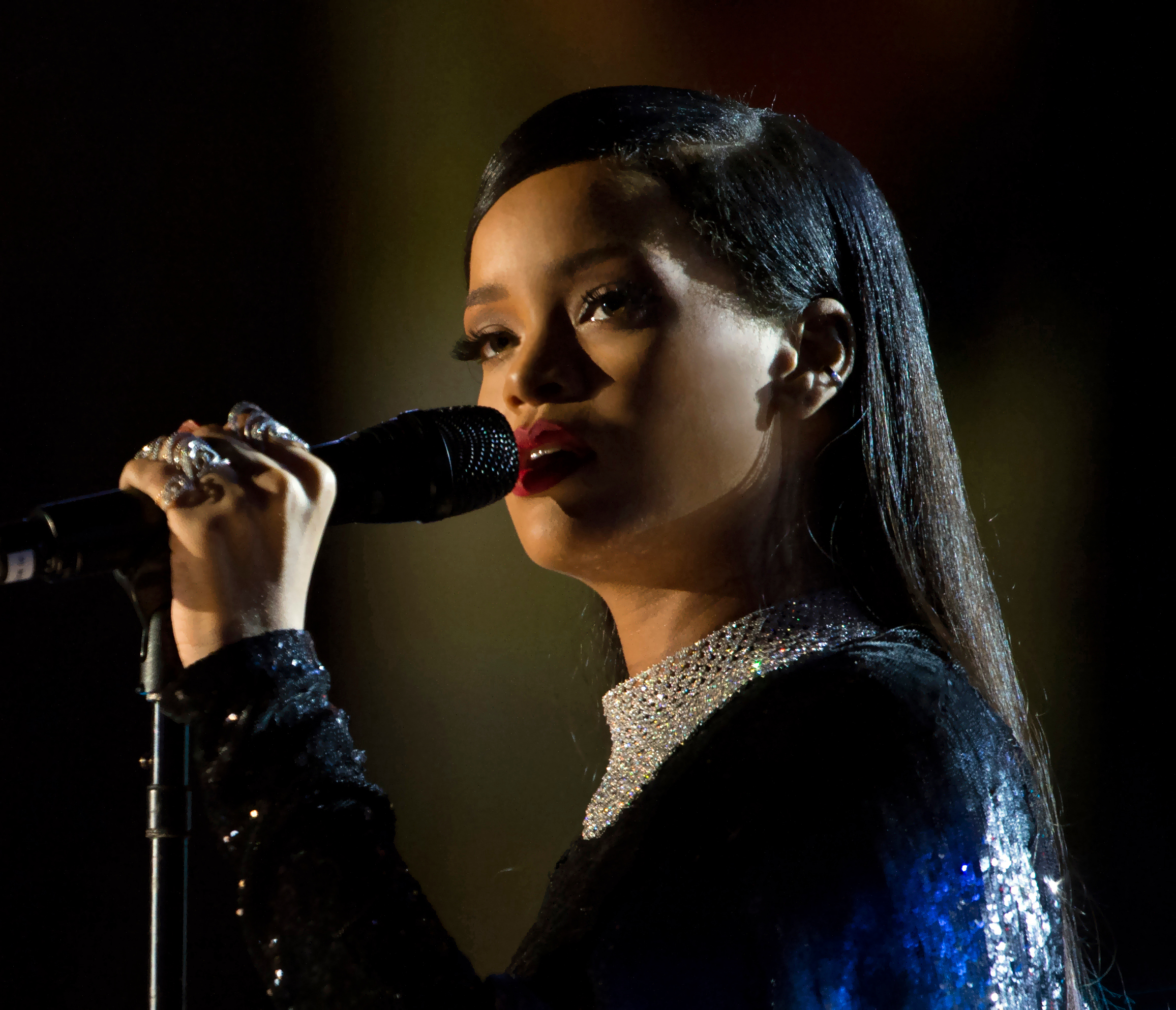
رایانا ، برنده بدترین بازیگر نقش مکمل زن

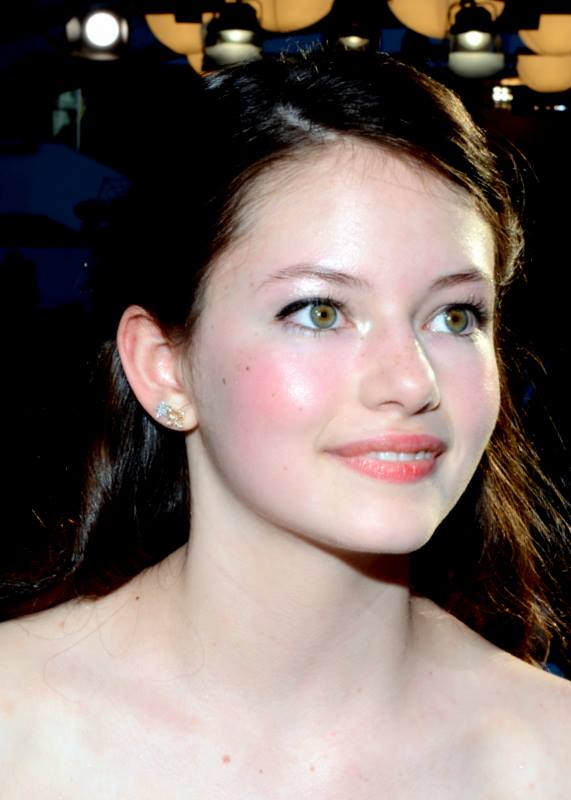
مک‌کنزی فوی ، برنده بدترین زوج بازیگری یا گروه سینمایی

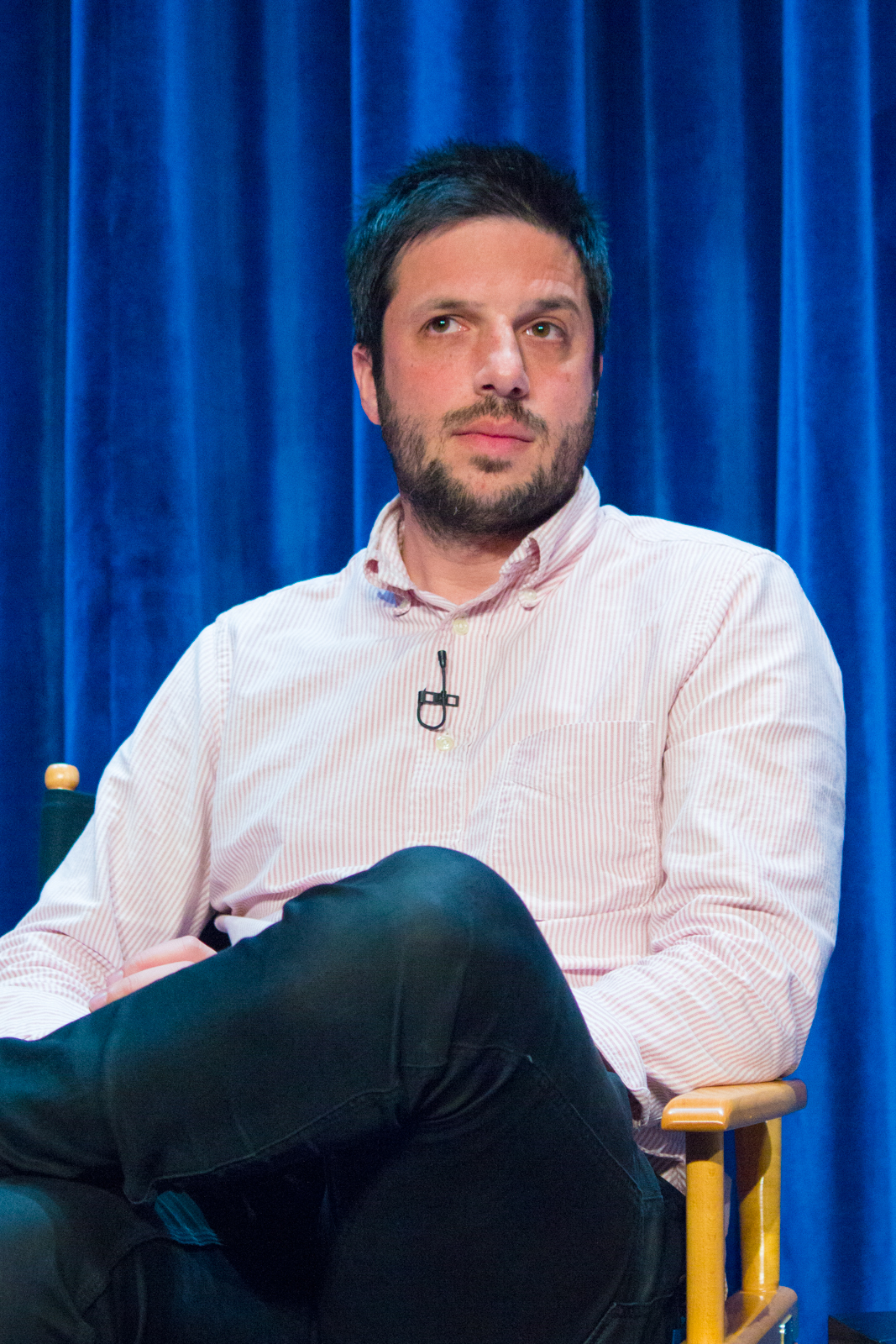
دیوید کاپ ، برنده بدترین فیلمنامه

| نام                                | فیلم |
| ---------------------------------- | --- |
| بدترین فیلم                        | گرگ‌ومیش: سپیده‌دم - قسمت دوم (سامیت انترتینمنت)                                                               |
| بدترین فیلم                        | نبردناو (یونیورسال)                                                                                          |
| بدترین فیلم                        | ماجراجویی بزرگ بالونی اوگی لاوها (لاینزگیت فیلمز/رومار انترنیمنیت/کن ویسلمن پرستنز)                          |
| بدترین فیلم                        | اون پسر منه (کلمبیا)                                                                                         |
| بدترین فیلم                        | هزار کلمه ( پارامونت/ دریم‌ورکس)                                                                              |
| بدترین بازیگر مرد                  | آدام سندلر در اون پسرمنه درنقش دانی برگر                                                                     |
| بدترین بازیگر مرد                  | نیکلاس کیج در گوست رایدر: روح انتقام و در جستجوی عدالت درنقش جانی بلیز/گوست رایدر و ویل جراد                 |
| بدترین بازیگر مرد                  | ادی مورفی در هزار کلمه درنقش جک مک کال                                                                       |
| بدترین بازیگر مرد                  | رابرت پنینسون در گرگ‌ومیش: سپیده‌دم - قسمت دوم درنقش ادوارد کالن                                               |
| بدترین بازیگر مرد                  | تایلر پری در الکس کراس و اعمال خوب درنقش الکس کراس ویزلی دیدز                                                |
| بدترین بازیگر زن                   | کریستین استوارت در سفیدبرفی و شکارچی و گرگ‌ومیش: سپیده‌دم - قسمت دوم درنقش سفیدبرفی و بلا سوان                 |
| بدترین بازیگر زن                   | کاترین هیگل در شماره یک: پول درنقش استفانی پلام                                                              |
| بدترین بازیگر زن                   | میلا یوویچ در رزیدنت اویل: قصاص درنقش آلیس                                                                   |
| بدترین بازیگر زن                   | تایلر پری در حفاظت از شاهد مدیا درنقش مدیا                                                                   |
| بدترین بازیگر زن                   | باربارا استرایسند در سفر گناه درنقش جویس بریوستر                                                             |
| بدترین بازیگر مکمل مرد             | تیلور لانتر در گرگ‌ومیش: سپیده‌دم - قسمت دوم درنقش جیکوب بلک                                                   |
| بدترین بازیگر مکمل مرد             | دیوید هسلهاف در پیرانا سه‌بعدی‌دی درنقش خودش                                                                   |
| بدترین بازیگر مکمل مرد             | لیام نیسون در نبردناو و خشم تایتان‌ها درنقش ادمیرال ترنس شان و زئوس                                           |
| بدترین بازیگر مکمل مرد             | نیک اسواردسون در اون پسر منه درنقش کنی                                                                       |
| بدترین بازیگر مکمل مرد             | وانیلا آیس در اون پسر منه درنقش خودش                                                                         |
| بدترین بازیگر مکمل زن              | ریانا در نبردناو درنقش کورا رایکز                                                                            |
| بدترین بازیگر مکمل زن              | جسیکا بیل در بازی برای یادگاری و یادآوری کامل درنقش استیسی درایر و ملینا                                     |
| بدترین بازیگر مکمل زن              | بروکلین دکر در نبردناو و وقتی حامله هستی باید منتظر چه چیزی باشی درنقش سامانتا شان و اسکایلر کوپر            |
| بدترین بازیگر مکمل زن              | اشلی گرین درنقش گرگ‌ومیش: سپیده‌دم - قسمت دوم و آلیس کالن                                                      |
| بدترین بازیگر مکمل زن              | جنیفر لوپز در وقتی حامله هستی باید منتظر چه چیزی باشی درنقش هالی                                             |
| بدترین زوج زن و شوهر               | مک‌کنزی فوی و تیلور لانتر در گرگ‌ومیش: سپیده‌دم - قسمت دوم                                                      |
| بدترین زوج زن و شوهر               | دونفر از بازیگران جرسی شور در سه کله‌پوک                                                                      |
| بدترین زوج زن و شوهر               | رابرت پتینسون و کریستین استوارت در گرگ‌ومیش: سپیده‌دم - قسمت دوم                                               |
| بدترین زوج زن و شوهر               | تایلر پری و خودش در لباس مدیا در حفاظت از شاهد مدیا                                                          |
| بدترین زوج زن و شوهر               | آدام سندلر و یا لیتون میستر, اندی سمبرگ, یا سوزان ساراندون در اون پسر منه                                    |
| بدترین بازسازی، پیش‌درآمد یا دنباله | گرگ‌ومیش: سپیده‌دم - قسمت دوم                                                                                  |
| بدترین بازسازی، پیش‌درآمد یا دنباله | گوست رایدر: روح انتقام (کلمبیا)                                                                              |
| بدترین بازسازی، پیش‌درآمد یا دنباله | حفاظت از شاهد مدیا (لاینزگیت)                                                                                |
| بدترین بازسازی، پیش‌درآمد یا دنباله | پیرانا سه‌بعدی‌دی (دیمنسیژن)                                                                                   |
| بدترین بازسازی، پیش‌درآمد یا دنباله | سحرگاه سرخ (فیلم داستریاکت)                                                                                  |
| بدترین کارگردانی                   | بیل کاندن برای گرگ‌ومیش: سپیده‌دم - قسمت دوم                                                                   |
| بدترین کارگردانی                   | شان آندرس برای اون پسر منه                                                                                   |
| بدترین کارگردانی                   | پیتر برگ برای نبردناو                                                                                        |
| بدترین کارگردانی                   | تایلر پری برای اعمال خوب و حفاظت از شاهد مدیا                                                                |
| بدترین کارگردانی                   | جان پاچ برای شستشوی اتلس: بخش دوم                                                                            |
| بدترین فیلمنامه                    | اون پسر منه (نوشته شده توسط دیوید کسپ)                                                                       |
| بدترین فیلمنامه                    | شستشوی اتلس: بخش دوم (فیلمنامه توسط دوک سندفور، برایان پاتریک اوتول، و دانکن اسکات، براساس رمانی از آین رند) |
| بدترین فیلمنامه                    | نبردناو (نوشته شده توسط جان هوبر و اریک هوبر، براساس بازی تخته ای از هاسبرو)                                 |
| بدترین فیلمنامه                    | هزار کلمه (نوشته شده توسط استیو کورن)                                                                        |
| بدترین فیلمنامه                    | گرگ‌ومیش: سپیده‌دم - قسمت دوم (فیلمنامه توسط ملیسا روزنبرگ, براساس رمانی از استفانی میر)                       |
| بدترین گروه سینمایی                | تمام بازیگران گرگ‌ومیش: سپیده‌دم - قسمت دوم                                                                    |
| بدترین گروه سینمایی                | تمام بازیگران نبردناو                                                                                        |
| بدترین گروه سینمایی                | تمام بازیگران حفاظت از شاهد مدیا                                                                             |
| بدترین گروه سینمایی                | تمام بازیگران ماجراجویی برزگ بالونی اوگی لاوها                                                               |
| بدترین گروه سینمایی                | تمام بازیگران اون پسر منه                                                                                    |

## فیلم ها با تعداد نامزدی
پنج فیلم زیر چندین بار نامزد شد: 
| نامزدها | فیلم                        |
| ------- | --------------------------- |
| ۷       | گرگ‌ومیش: سپیده‌دم - قسمت دوم |
| ۷       | اون پسر منه                 |
| ۶       | نبردناو                     |
| ۵       | حفاظت از شاهد مدیا          |
| ۴       | هزارکلمه                    |